# Екваторіальна Гвінея ЗПГ
Екваторіальна Гвінея ЗПГ — завод із зрідження природного газу, споруджений на острові Біоко у Гвінейській затоці, неподалік від столиці Екваторіальної Гвінеї Малабо.
На основі запасів родовища Альба у 2007 році в Екваторіальній Гвінеї ввели в експлуатацію технологічну лінію потужністю 3,4 млн.т на рік (4,8 млрд.м³). Для зберігання продукції перед відвантаженням призначені два резервуари об'ємом по 136000 м³. Причальний комплекс може обслуговувати танкери вантажоємністю від 90000 м3 до 160000 м³.
Проект заводу реалізовано консорціумом у складі американської Marathon (60 %), японських Mitsui (8,5 %) і Marubeni (6,5 %) та національної гвінейської компанії Sonagas (25 %).
Розвиток нафтовидобутку в країні призвів до спалювання великої кількості попутного газу. Цей процес навіть був законодавчо заборонений, проте практична імплементація рішення затягнулась через неможливість скоротити видобуток, який є основним джерелом доходів країни. Тому з метою утилізації попутного газу та отримання додаткової експортної виручки пропонується розширити завод з виробництва ЗПГ щонайменше на одну лінію, а за умови залучення ресурсів з Камеруну та Нігерії — на дві. Втім, станом на середину 2010-х практична реалізація цих планів не розпочалась.